# Cosmia palliata
Cosmia palliata är en fjärilsart som beskrevs av Fabricius 1793. Cosmia palliata ingår i släktet Cosmia och familjen nattflyn. Inga underarter finns listade i Catalogue of Life.